# Liste des grades et appellations des sapeurs-pompiers français
Cet article donne la liste des grades des sapeurs-pompiers français.

## Présentation
Les sapeurs-pompiers civils (professionnels ou volontaires), bien qu'ils n'appartiennent pas à l'armée, ont des termes et des insignes de grades voisins de ceux de l'armée de terre. Leur hiérarchie s'insère dans celle de la Fonction Publique Territoriale.
Les grades correspondent à des fonctions, à l'exception de ceux de caporal-chef (pour les volontaires), de sergent-chef et d'adjudant-chef, qui sont octroyés en fonction de l'ancienneté dans le grade précédent. Ces grades sont visibles par des galons portés sur l'uniforme. Le casque et le manteau portent également une bande, dite « bande de grade », indiquant le rang du pompier : orange pour un homme du rang, jaune pour un sous-officier et blanche pour un officier.

## Grades civils

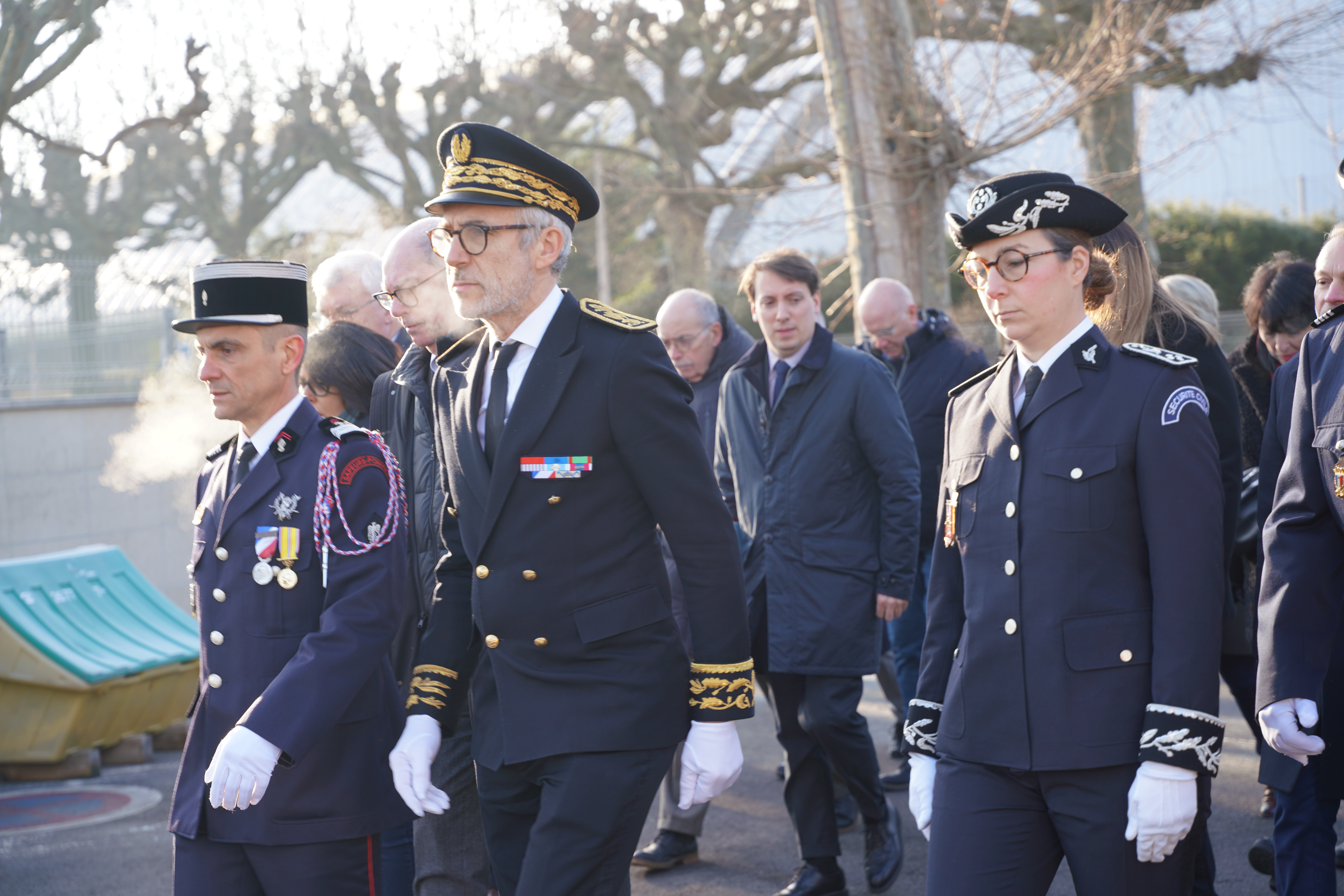
Cérémonie avec de gauche à droite un colonel des sapeurs pompiers, le préfet et une Cheffe de service de la DGSCGC.

Les grades sont donnés dans l'ordre de préséance hiérarchique. Le plus gradé est le plus haut dans le tableau (exemple : Commandant est plus gradé que Capitaine, Commandant est donc au-dessus de Capitaine dans le tableau). Ils sont décrits dans l'Arrêté du 8 avril 2015 modifié fixant les tenues, uniformes, équipements, insignes et attributs des sapeurs-pompiers, ainsi que dans le Référentiel technique des tenues d'uniformes de la DGSCGC prévu par l'Arrêté du 26 mai 2021 définissant les tenues d'uniformes attribuées au directeur général, aux chefs de service et aux sous-directeurs de la direction générale de la sécurité civile et de la gestion des crises.

## Officiers

### Officiers préfectoraux

#### Directeurs
| Désignation                                                         | Appellation                                                    | Niveau de commandement habituel | Insignes |
| ------------------------------------------------------------------- | -------------------------------------------------------------- | ------------------------------- | -------- |
| Directeur général de la Sécurité Civile et de la Gestion des Crises | monsieur le directeur général ou madame la directrice générale | DGSCGC                          |          |
| Directeur des sapeurs-pompiers                                      | monsieur le directeur ou madame la directrice                  | direction des sapeurs-pompiers  |          |

#### Sous-directeurs
| Désignation                                                      | Appellation                                             | Niveau de commandement habituel                                  | Insignes |
| ---------------------------------------------------------------- | ------------------------------------------------------- | ---------------------------------------------------------------- | -------- |
| Sous-directeur de la Sécurité Civile et de la Gestion des Crises | monsieur le sous-directeur ou madame la sous-directrice | sous-direction de la Sécurité Civile et de la Gestion des Crises |          |

Ces fonctions ne sont pas à proprement parler partie intégrante de la hiérarchie des sapeurs-pompiers, puisqu'il s'agit de postes d'administrateurs de l'État (sous-préfet et préfet) affectés à la DGSCGC, au sein du ministère de l'Intérieur. Exceptionnellement, certains inspecteurs généraux de sapeurs-pompiers peuvent également accéder à une fonction de sous-directeur.

### Officiers à emplois supérieurs de direction
| Désignation                           | Appellation                                                                 | Niveau de commandement habituel                                                                               | Insignes |
| ------------------------------------- | --------------------------------------------------------------------------- | --- | -------- |
| Inspecteur général Abréviation : IGL  | monsieur l'inspecteur général ou madame l'inspectrice générale (féminin)    | état-major (de zone, de la Sécurité Civile), inspection générale de la Sécurité Civile, directeur de l'ENSOSP |          |
| Contrôleur général Abréviation : CGL  | monsieur le contrôleur générale ou madame la contrôleuse générale (féminin) | corps départemental                                                                                           |          |
| Colonel hors classe Abréviation : CHC | mon colonel ou colonel (féminin)                                            | corps départemental (adjoint ou chef)                                                                         |          |
| Colonel Abréviation : COL             | mon colonel ou colonel (féminin)                                            | corps départemental (adjoint ou chef)                                                                         |          |

Un officier à emploi supérieur de direction (ESD) est un officier supérieur lauréat du concours d'ESD, qui a lieu chaque année. Il s'agit d'un concours administratif, donnant accès à la catégorie A+. 
Un colonel ayant assumé au moins 8 années de commandement au total dans au moins deux corps départemental de catégorie B peut prétendre à une nomination en tant que contrôleur général, dans le respect de l'Arrêté du 10 octobre 2022 fixant le nombre maximum d'emplois de contrôleurs généraux de sapeurs-pompiers professionnels pouvant exercer au sein des services de l'État et de ses établissements publics (29). 
Les inspecteurs généraux sont, généralement, des contrôleurs généraux expérimentés, à qui sont confiés des postes de hautes responsabilités : chef et chef adjoint de l'Inspection Générale de la Sécurité Civile, directeur de l'École Nationale Supérieure des Officiers de Sapeurs-Pompiers, chefs d'État Major Interministériel de Zone, conseilleur pour les Emplois Supérieurs de Direction.  
Cette catégorie d'emplois n'est accessible qu'aux sapeurs-pompiers professionnels.

### Officiers supérieurs
| Désignation                          | Appellation                            | Niveau de commandement habituel | Insigne |
| ------------------------------------ | -------------------------------------- | ------------------------------- | ------- |
| Lieutenant-colonel Abréviation : LCL | mon colonel ou colonel (féminin)       | sous-direction                  |         |
| Commandant Abréviation : CDT         | mon commandant ou commandant (féminin) | groupement, CSP                 |         |

### Officier subalternes
| Désignation                                           | Appellation                            | Niveau de commandement habituel                            | Insigne |
| ----------------------------------------------------- | -------------------------------------- | ---------------------------------------------------------- | ------- |
| Capitaine Abréviation : CNE                           | mon capitaine ou capitaine (féminin)   | bureau, service, CIS, adjoint au chef de groupement        |         |
| Lieutenant hors classe (SPP) Abréviation : LTN        | mon lieutenant ou lieutenant (féminin) | groupe, salle opérationnelle, CIS, adjoint au chef de CSP, |         |
| Lieutenant de Première classe (SPP) Abréviation : LTN | mon lieutenant ou lieutenant (féminin) | groupe, salle opérationnelle, CIS, adjoint au chef de CSP, |         |
| Lieutenant de Deuxième classe (SPP) Abréviation : LTN | mon lieutenant ou lieutenant (féminin) | groupe, salle opérationnelle, CIS, adjoint au chef de CSP, |         |
| Lieutenant (SPV) Abréviation : LTN                    | mon lieutenant ou lieutenant (féminin) | groupe, salle opérationnelle, CIS, adjoint au chef de CSP, |         |
| Expert (SPV)                                          | monsieur l'expert ou madame l'experte  | /                                                          |         |

Depuis le 1er mai 2012 le grade de major n'existe plus. À la place, une distinction est faite entre lieutenant de 1re classe et lieutenant de 2e classe.

## Sous-officiers
| Désignation                     | Appellation                                  | Niveau de commandement habituel | Insigne |
| ------------------------------- | -------------------------------------------- | ------------------------------- | ------- |
| Adjudant-chef Abréviation : ADC | mon adjudant chef ou adjudant chef (féminin) | CIS, groupe                     |         |
| Adjudant Abréviation : ADJ      | mon adjudant ou adjudant (féminin)           | CIS, groupe                     |         |
| Sergent-chef Abréviation : SCH  | chef                                         | équipe                          |         |
| Sergent Abréviation : SGT       | sergent                                      | équipe                          |         |

## Hommes du rang
| Désignation                            | Appellation  | Niveau de commandement habituel | Insigne |
| -------------------------------------- | ------------ | ------------------------------- | ------- |
| Caporal-Chef Abréviation : CCH         | Caporal-Chef | Pas de commandement             |         |
| Caporal Abréviation : CPL              | Caporal      | Pas de commandement             |         |
| Sapeur de 1er classe Abréviation : SAP | Sapeur       | Pas de commandement             |         |
| Sapeur de 2e classe Abréviation : SAP  | Sapeur       | Pas de commandement             |         |

Le décret du 9 février 2017 a supprimé le grade de sapeur de première classe chez les sapeurs-pompiers professionnels. Par extension, le grade de sapeurs de deuxième classe est remplacé par celui de sapeur pour les sapeurs-pompiers professionnels.

### Sapeurs-pompiers volontaires ou professionnels duSSSM
| Grade statutaire | Grade statutaire                                                   | Insigne | Désignation courante                                       | Appellation orale                                                 | Couleur du képi |
| ---------------- | ------------------------------------------------------------------ | ------- | ---------------------------------------------------------- | ----------------------------------------------------------------- | --------------- |
| MCL              | Médecin-chef du SDIS catégorie A (SPP)                             |         | Médecin colonel / Médecin colonelle                        | Mon colonel ou Colonelle (pour une femme)                         | Rouge cramoisi  |
| MCL              | Médecin de classe exceptionnelle (SPP) Médecin colonel (SPV)       |         | Médecin colonel / Médecin colonelle                        | Mon colonel ou Colonelle (pour une femme)                         | Rouge cramoisi  |
| MLC              | Médecin hors classe (SPP) Médecin lieutenant-colonel (SPV)         |         | Médecin lieutenant-colonel / Médecin lieutenante-colonelle | Mon colonel ou Colonelle (pour une femme)                         | Rouge cramoisi  |
| MCD              | Médecin de classe normale titulaire (SPP) Médecin commandant (SPV) |         | Médecin commandant / Médecin commandante                   | Mon commandant ou Commandante (pour une femme)                    | Rouge cramoisi  |
| MCN              | Médecin de classe normale stagiaire (SPP) Médecin capitaine (SPV)  |         | Médecin capitaine                                          | Mon capitaine ou Capitaine (pour une femme)                       | Rouge cramoisi  |
| MLT              | Médecin lieutenant (SPV)                                           |         | Médecin lieutenant / Médecin lieutenante                   | Mon lieutenant ou Lieutenante (pour une femme)                    | Rouge cramoisi  |
| MAS              | Médecin aspirant (SPV)                                             |         | Médecin aspirant                                           | Mon lieutenant ou Lieutenante (pour une femme)                    | Rouge cramoisi  |
| EXP              | Expert (SPV)                                                       |         | Expert / Experte                                           | Monsieur l'expert ou Madame l'experte (pour une femme)            | Rouge cramoisi  |
| PSY              | Expert (SPV)                                                       |         | Expert psychologue / Experte psychologue                   | Monsieur le psychologue ou Madame la psychologue (pour une femme) | Rouge cramoisi  |

| Grade statutaire | Grade statutaire                                                         | Insigne | Désignation courante                                               | Appellation orale                              | Couleur du képi |
| ---------------- | ------------------------------------------------------------------------ | ------- | ------------------------------------------------------------------ | ---------------------------------------------- | --------------- |
| PCL              | Pharmacien de classe exceptionnelle (SPP) Pharmacien colonel (SPV)       |         | Pharmacien colonel / Pharmacienne colonelle                        | Mon colonel ou Colonelle (pour une femme)      | Vert bouteille  |
| PLC              | Pharmacien hors classe (SPP) Pharmacien lieutenant-colonel (SPV)         |         | Pharmacien lieutenant-colonel / Pharmacienne lieutenante-colonelle | Mon colonel ou Colonelle (pour une femme)      | Vert bouteille  |
| PCD              | Pharmacien de classe normale titulaire (SPP) Pharmacien commandant (SPV) |         | Pharmacien commandant / Pharmacienne commandante                   | Mon commandant ou Commandante (pour une femme) | Vert bouteille  |
| PCN              | Pharmacien de classe normale stagiaire (SPP) Pharmacien capitaine (SPV)  |         | Pharmacien capitaine / Pharmacienne capitaine                      | Mon capitaine ou Capitaine (pour une femme)    | Vert bouteille  |

| Grade statutaire | Grade statutaire                                               | Insigne | Désignation courante                                   | Appellation orale                              | Couleur du képi |
| ---------------- | -------------------------------------------------------------- | ------- | ------------------------------------------------------ | ---------------------------------------------- | --------------- |
| ICN              | Infirmier hors-classe (SPP) Infirmier chef (SPV)               |         | Infirmier capitaine / Infirmière capitaine             | Mon capitaine ou Capitaine (pour une femme)    | Rouge amarante  |
| ILT              | Infirmier de classe supérieure (SPP) Infirmier principal (SPV) |         | Infirmier lieutenant / Infirmière lieutenante          | Mon lieutenant ou Lieutenante (pour une femme) | Rouge amarante  |
| ISL              | Infirmier de classe normale (SPP) Infirmier (SPV)              |         | Infirmier sous-lieutenant / Infirmière sous-lieutenant | Mon lieutenant ou Lieutenante (pour une femme) | Rouge amarante  |

| Grade statutaire | Grade statutaire               | Insigne | Désignation courante                                                     | Appellation orale                              | Couleur du képi |
| ---------------- | ------------------------------ | ------- | ------------------------------------------------------------------------ | ---------------------------------------------- | --------------- |
| CLC              | Cadre supérieur de santé (SPP) |         | Cadre de santé lieutenant-colonel / Cadre de santé lieutenante-colonelle | Mon colonel ou Colonelle (pour une femme)      | Bleu nuit       |
| CCD              | Cadre de santé (SPP)           |         | Cadre de santé commandant / Cadre de santé commandante                   | Mon commandant ou Commandante (pour une femme) | Bleu nuit       |

| Grade statutaire | Grade statutaire                     | Insigne | Désignation courante                                               | Appellation orale                              | Couleur du képi |
| ---------------- | ------------------------------------ | ------- | ------------------------------------------------------------------ | ---------------------------------------------- | --------------- |
| VCL              | Vétérinaire colonel (SPV)            |         | Vétérinaire colonel / Vétérinaire colonelle                        | Mon colonel ou Colonelle (pour une femme)      | Rouge grenat    |
| VLC              | Vétérinaire lieutenant-colonel (SPV) |         | Vétérinaire lieutenant-colonel / Vétérinaire lieutenante-colonelle | Mon colonel ou Colonelle (pour une femme)      | Rouge grenat    |
| VCD              | Vétérinaire commandant (SPV)         |         | Vétérinaire commandant / Vétérinaire commandante                   | Mon commandant ou Commandante (pour une femme) | Rouge grenat    |
| VCN              | Vétérinaire capitaine (SPV)          |         | Vétérinaire capitaine                                              | Mon capitaine ou Capitaine (pour une femme)    | Rouge grenat    |

### Jeunes sapeurs-pompiers(JSP)
| Grade statutaire | Grade statutaire                | Insigne |
| ---------------- | ------------------------------- | ------- |
| JSP4             | Jeune sapeur-pompier (niveau 4) |         |
| JSP3             | Jeune sapeur-pompier (niveau 3) |         |
| JSP2             | Jeune sapeur-pompier (niveau 2) |         |
| JSP1             | Jeune sapeur-pompier (niveau 1) |         |

## Grades militaires

### Brigade de sapeurs-pompiers de Paris(BSPP)
La BSPP fait partie de l'Armée de terre. Les galons sont donc semblables, toutefois ceux des hommes du rang sont assez originaux. La hiérarchie de ce Corps s'insère dans celle des Forces Armées.
| Grade statutaire | Grade statutaire    | Insigne | Désignation courante | Appellation orale                        |
| ---------------- | ------------------- | ------- | -------------------- | ---------------------------------------- |
| GDI              | Général de division |         | Général de division  | Mon général ou Générale (pour une femme) |
| GBR              | Général de brigade  |         | Général de brigade   | Mon général ou Générale (pour une femme) |

| Grade statutaire | Grade statutaire   | Insigne | Désignation courante                       | Appellation orale                             |
| ---------------- | ------------------ | ------- | ------------------------------------------ | --------------------------------------------- |
| COL              | Colonel            |         | Colonel / Colonelle                        | Mon colonel ou Colonel (pour une femme)       |
| LCL              | Lieutenant-colonel |         | Lieutenant-colonel / Lieutenante-colonelle | Mon colonel ou Colonel (pour une femme)       |
| CDT              | Commandant         |         | Commandant / Commandante                   | Mon commandant ou Commandant (pour une femme) |

| Grade statutaire | Grade statutaire | Insigne | Désignation courante               | Appellation orale                             |
| ---------------- | ---------------- | ------- | ---------------------------------- | --------------------------------------------- |
| CNE              | Capitaine        |         | Capitaine                          | Mon capitaine ou Capitaine (pour une femme)   |
| LTN              | Lieutenant       |         | Lieutenant / Lieutenante           | Mon lieutenant ou Lieutenant (pour une femme) |
| SLT              | Sous-lieutenant  |         | Sous-lieutenant / Sous-lieutenante | Mon lieutenant ou Lieutenant (pour une femme) |
| ASP              | Aspirant         |         | Aspirant / Aspirante               | Mon lieutenant ou Lieutenant (pour une femme) |

| Grade statutaire | Grade statutaire                                                           | Insigne | Désignation courante             | Appellation orale                                   |
| ---------------- | -------------------------------------------------------------------------- | ------- | -------------------------------- | --------------------------------------------------- |
| MAJ              | Major                                                                      |         | Major                            | Major                                               |
| ADC              | Adjudant-chef                                                              |         | Adjudant-chef / Adjudante-cheffe | Mon adjudant-chef ou Adjudant-chef (pour une femme) |
| ADJ              | Adjudant (à partir de ce grade, galons portés aussi sur le dessus du képi) |         | Adjudant / Adjudante             | Mon adjudant ou Adjudant (pour une femme)           |
| SCH              | Sergent-chef BM2                                                           |         | Sergent-Chef / Sergente-Cheffe   | Chef                                                |
| SCH              | Sergent-chef                                                               |         | Sergent-Chef / Sergente-Cheffe   | Chef                                                |
| SGT              | Sergent de carrière                                                        |         | Sergent / Sergente               | Sergent                                             |
| SGT              | Sergent                                                                    |         | Sergent / Sergente               | Sergent                                             |

| Grade statutaire | Grade statutaire                                 | Insigne | Désignation courante          | Appellation orale |
| ---------------- | ------------------------------------------------ | ------- | ----------------------------- | ----------------- |
| CCH              | Caporal-chef titulaire du certificat technique 1 |         | Caporal-chef / Caporal-cheffe | Caporal-chef      |
| CCH              | Caporal-chef + 15 ans                            |         | Caporal-chef / Caporal-cheffe | Caporal-chef      |
| CCH              | Caporal-chef                                     |         | Caporal-chef / Caporal-cheffe | Caporal-chef      |
| CPL              | Caporal + 15 ans                                 |         | Caporal                       | Caporal           |
| CPL              | Caporal                                          |         | Caporal                       | Caporal           |
| 1CL              | Sapeur de 1re classe + 15 ans                    |         | Sapeur / Sapeure              | Sapeur            |
| 1CL              | Sapeur de 1re classe                             |         | Sapeur / Sapeure              | Sapeur            |
| SAP              | Sapeur de 2e classe                              |         | Sapeur / Sapeure              | Sapeur            |
| BAC PRO          | Élève en bac professionnel                       |         |                               |                   |
| VSC              | Volontaire Service civique                       |         |                               |                   |

| Grade statutaire | Grade statutaire                     | Insigne | Désignation courante                     | Appellation orale                             |
| ---------------- | ------------------------------------ | ------- | ---------------------------------------- | --------------------------------------------- |
| MC               | Médecin-chef Médecin colonel         |         | Médecin colonel / Médecin colonelle      | Mon colonel ou Colonel (pour une femme)       |
| MP               | Médecin principal Médecin commandant |         | Médecin commandant / Médecin commandante | Mon commandant ou Commandant (pour une femme) |
| MED              | Médecin Médecin capitaine            |         | Médecin capitaine                        | Mon capitaine ou Capitaine (pour une femme)   |

| Grade statutaire | Grade statutaire                           | Insigne | Désignation courante                             | Appellation orale                             |
| ---------------- | ------------------------------------------ | ------- | ------------------------------------------------ | --------------------------------------------- |
| PHC              | Pharmacien en chef Pharmacien colonel      |         | Pharmacien colonel / Pharmacienne colonelle      | Mon colonel ou Colonel (pour une femme)       |
| PHP              | Pharmacien principal Pharmacien commandant |         | Pharmacien commandant / Pharmacienne commandante | Mon commandant ou Commandant (pour une femme) |
| PH               | Pharmacien Pharmacien capitaine            |         | Pharmacien capitaine / Pharmacienne capitaine    | Mon capitaine ou Capitaine (pour une femme)   |

| Grade statutaire | Grade statutaire                        | Insigne | Désignation courante                        | Appellation orale                       |
| ---------------- | --------------------------------------- | ------- | ------------------------------------------- | --------------------------------------- |
| VEC              | Vétérinaire en chef Vétérinaire colonel |         | Vétérinaire colonel / Vétérinaire colonelle | Mon colonel ou Colonel (pour une femme) |

| Grade statutaire | Grade statutaire                                | Insigne | Désignation courante                             | Appellation orale                             |
| ---------------- | ----------------------------------------------- | ------- | ------------------------------------------------ | --------------------------------------------- |
| CRC              | Commissaire en chef Commissaire colonel         |         | Commissaire colonel / Commissaire colonelle      | Mon colonel ou Colonel (pour une femme)       |
| CRP              | Commissaire principal Commissaire commandant    |         | Commissaire commandant / Commissaire commandante | Mon commandant ou Commandant (pour une femme) |
| CR1              | Commissaire de 1re classe Commissaire capitaine |         | Commissaire capitaine / Commissaire capitaine    | Mon capitaine ou Capitaine (pour une femme)   |

| Grade statutaire | Grade statutaire                         | Insigne | Désignation courante                          | Appellation orale                             |
| ---------------- | ---------------------------------------- | ------- | --------------------------------------------- | --------------------------------------------- |
| ICMI             | Ingénieur en chef Ingénieur colonel      |         | Ingénieur colonel / Ingénieure colonelle      | Mon colonel ou Colonel (pour une femme)       |
| IPA              | Ingénieur principal Ingénieur commandant |         | Ingénieur commandant / Ingénieure commandante | Mon commandant ou Commandant (pour une femme) |
| IMI              | Ingénieur Ingénieur capitaine            |         | Ingénieur capitaine / Ingénieure capitaine    | Mon capitaine ou Capitaine (pour une femme)   |

### Bataillon de marins-pompiers de Marseille (BMPM)
Les grades du Bataillon de marins-pompiers de Marseille sont exactement les mêmes que ceux de la Marine Nationale. La hiérarchie s'insérant dans celle des Forces Armées. 